# Jan Żabczyc
Jan Żabczyc lub Jan z Żabczyca, krypt.: J. Z. (ur. po 1580, zm. po 1629) – poeta, paremiograf, autor pierwszego zbioru polskich kolęd, zatytułowanego Symfonie anielskie abo Kolęda mieszkańcom ziemskim od muzyki niebieskiej, wdzięcznym okrzykiem na Dzień Narodzenia Pańskiego zaśpiewane (wyd. Kraków, 1630).

## Życiorys
Prawdopodobnie pochodził z chłopskiej lub mieszczańskiej warstwy społecznej, wykształcenie zdobywał w Akademii Krakowskiej, gdzie się immatrykulował w roku 1612. Związany był z małopolskimi magnatami (Mniszchowie samborsko-sanoccy), na cześć których pisał (już przed rokiem 1610) utwory panegiryczne. Utrzymywał także dobre stosunki z małopolskimi rodzinami Kotkowskich i Gołuchowskich. Następnie przeniósł się na ziemię czerwieńską. W latach 1605–1630 publikował w Krakowie, gdzie spędził część życia.

## Twórczość
Jest autorem zbioru pt. Symfonie anielskie... (1630), zawierającym 36 kolęd, głównie w odmianie pasterskiej. Utwory charakteryzują się sporym zróżnicowaniem: począwszy od tematyki, a skończywszy na budowie wierszy. W zbiorze znalazły się także pastorałki zbudowane w formie dialogowej, zbliżone do jasełek. Symfonie... poprzedził Instrukcją, w której zawarł odesłania do popularnych wówczas w Polsce melodii, na bazie których napisał kolędy. Posłużył się tym samym tzw. kontrafakturą, tzn. wykorzystał melodię piosenki świeckiej w pieśni o charakterze religijnym. 
W latach późniejszych zbiór był publikowany pod innym nazwiskiem – Jana Karola Dachnowskiego, stąd istnieją wątpliwości, czy Żabczyc nie był tylko kolekcjonerem bożonarodzeniowych utworów. Liczne pieśni z tego zbioru weszły na stałe do kanonu polskich kolęd, np. Przybieżeli do Betlejem, Pastuszkowie, bracia mili.
Ponadto Żabczyc był autorem zbiorów pt. Praktyka dworska (1615), Etyka dworskie (1615), Polityka dworskie (1616), Quaternio, w którym się wyrażają Boskie sprawy niepojęte, aniołów, nieba, żywiołów powinności i obyczaje ludzkie (1629). Wydania te zawierały głównie maksymy, wierszyki, parafrazy przysłów. Ponadto Żabczyc jest autorem parodii tzw. prognostyka astrologicznego pt. Kalendarz wieczny (1614).

### Ważniejsze dzieła
- Mars moskiewski krwawy, Kraków 1605, drukarnia M. Szarffenberger; wyd. następne: Kraków 1606; edycję 1. przedr. T. Wierzbowski: Matieriały k istorii moskowskogo gosudarstwa, t. 3, Warszawa 1900 (pod koniec utworu pt. Quaternio... Żabczyc zarzuca P. Napolskiemu lub W. Chlebowskiemu plagiat tytułu i przedmowy w dziele: Krwawy Mars...)
- Poseł moskiewski, Kraków 1605, drukarnia M. Szarffenberger; wyd. następne: Kraków 1606; edycję 1. przedr. T. Wierzbowski: Matieriały k istorii moskowskogo gosudarstwa, t. 3, Warszawa 1900
- Żegnanie ojczyzny możnej cesarzowej moskiewskiej, Kraków 1606, drukarnia M. Szarffenberger; przedr. T. Wierzbowski: Matieriały k istorii moskowskogo gosudarstwa, t. 3, Warszawa 1900
- Niemasz króla – jest, brak miejsca wydania 1607 (wyd. anonimowe, dedykacja podpisana krypt.: J. Z.); fragmenty przedr. M. Piszczkowski: "Pisma J. Żabczyca", Lwów 1937, Archiwum Towarzystwa Naukowego Lwowa, dz. 1, t. 5, zeszyt 3, s. 25-26
- Na opłakany pożar dziedzicznego miasta Dubiecka, Kraków 1608
- Etyka dworskie, Kraków 1615, drukarnia J. Siebeneicher; wyd. następne: brak miejsca wydania 1616; brak miejsca wydania 1645; brak miejsca i roku wydania; pt. Forma abo wizerunek postępków stanów wszelakich wieku teraźniejszego, Kraków 1633; Kraków 1638; Kraków 1644; Kraków 1646; Kraków 1648 (od roku 1633 edycje anonimowe); fragmenty przedr. M. Piszczkowski: "Pisma J. Żabczyca", Lwów 1937, Archiwum Towarzystwa Naukowego Lwowa, dz. 1, t. 5, zeszyt 3, s. 45 nn. (zbiorek aforyzmów, maksym obyczajowych, przysłów; tradycyjne zapożyczenia)
- Praktyka dworska, Kraków 1615, drukarnia M. Lob; wyd. następne: pt. Praktyka dworskie, Kraków 1617; (Kraków) 1633; Kraków 1645; brak miejsca wydania 1650; brak miejsca i roku wydania; fragmenty przedr. M. Piszczkowski: "Pisma J. Żabczyca", Lwów 1937, Archiwum Towarzystwa Naukowego Lwowa, dz. 1, t. 5, zeszyt 3, s. 32, (zbiorek dość fikcyjnych nakazów etycznych i prawnych różnych czasów i ludów, zob. – o źródłach utworu – M. Piszczkowski: "Pisma J. Żabczyca", Lwów 1937, Archiwum Towarzystwa Naukowego Lwowa, dz. 1, t. 5, zeszyt 3, s. 30; Estreicher XXXIV, 17; wydania Praktyk...zawierają dziełko Lexykon dworski, tj. satyrycznie ujęty przekład polski kilkudziesięciu wyrazów łacińskich; Żabczyc lub księgarz-wydawca ogł. przeróbkę tekstu starszego nieznanego autora; Lexykon pod innym tytułem wyd. F. K. Nowakowski: Jocoseria, Berlin 1840, s. 258; także wyd. 2 Berlin 1849)
- Polityka dworskie, Kraków 1616, drukarnia J. Siebeneicher; wyd. następne: brak miejsca i roku wydania (edycja przerobiona); inne wyd. – egz. edycji z brakującą kartą tytułową, zapewne nieco przerobiony przedruk późniejszy od poprzedniego, zawiera także utwór pt. Obiecadło dworskie albo żywot służałych, zob. Utwory o autorstwie niepewnym; Kraków (1630); brak miejsca wydania 1631(?); Lublin 1637; pt. Polityka dworska (prawdopodobnie), brak miejsca i roku wydania; tekst polski i rosyjski anonimowego przekł. z XVII wieku pt. "Wydanije o dobronrawii. Starinnyje sborniki russkich posłowic, pogoworok, zagadok. Wypusk 1", Petersburg 1899, Sbornik Akadiemii Nauk, t. 66, (zbiór 162 maksym obyczajowych i moralnych; tradycyjne zapożyczenia; korzystał z dziełka – przejął część maksym – anonimowy autor Gospodarstwa jezdeckiego, strzelczego i myśliwczego, Poznań 1690)
- Traktat nowy o Zwiastowaniu anielskim Najśw. Pannie... Przy tym jest i drugi traktat, jako Herod rozmawia ze trzema królmi, Kraków 1617, drukarnia B. Skalski; fragmenty przedr. M. Piszczkowski: "Pisma J. Żabczyca", Lwów 1937, Archiwum Towarzystwa Naukowego Lwowa, dz. 1, t. 5, zeszyt 3, s. 77 nn.; zob. także Estreicher XXXI, 280, (dialog dramatyczny w 3 aktach)
- Quaternio, w którym się wyrażają... Boskie sprawy niepojęte, Kraków 1629 (moralizujące 4-wiersze; por. Czwartak nowy...)
- Czwartak nowy, w którym się wyrażają obyczaje ludziom rozmaitego stanu (skrót dziełka pt. Quaternio...), Kraków 1629; wyd. następne: brak miejsca wydania 1630; wyd. A. Brückner w: J. T. Trembecki Wirydarz poetycki, t. 1, Lwów 1910 (pomiędzy pismami D. Naborowskiego, jako plagiat utworu J. Żabczyca); fragmenty przedr. i obydwie strony tytułu reprodukował M. Piszczkowski: "Pisma J. Żabczyca", Lwów 1937, Archiwum Towarzystwa Naukowego Lwowa, dz. 1, t. 5, zeszyt 3, s. 6, 67-71; nowsze przedruki zob. Estreicher XXXIV, 12. (przekł. rosyjski w XVII w.)
- Symfonie anielskie abo kolęda (zbiór 36 kolęd), Kraków 1630, drukarnia M. Filipowski (wyd. anonimowe, pod wierszem do czytelnika podpisany J. Z. Żabczyc; w tej edycji instrukcja do śpiewania); wyd. następne: Kraków 1631 (tu wiersz do czytelnika podpisany J. K. Dachnowski); Kraków 1641 (według Estreichera edycja niepewna); Kraków 1642 (tu wiersz do czytelnika podpisany J. Z. Żabczyc); na podstawie edycji z roku 1631 i 1642 jako dziełko  J. K. Dachnowskiego wyd. A. Brodnicki, Kraków 1913, BPP nr 65; fragmenty przedr., podobiznę karty potytułowej z edycji roku 1630 podał M. Piszczkowski: "Pisma J. Żabczyca", Lwów 1937, Archiwum Towarzystwa Naukowego Lwowa, dz. 1, t. 5, zeszyt 3, s. 81 i in. (autorstwo przypisywane J. K. Dachnowskiemu przesądził ostatecznie Estreicher XXXIV, 18-19, na korzyść J. Żabczyca, raczej kolekcjonera i wydawcy kolęd znanych niż autora)
- Kalendarz wieczny, brak miejsca i roku wydania (wyd. anonimowe, w tekście akrostych z nazwiska J. Ż.; według przypuszczenia K. Badeckiego wyd. Kraków 1614); przedr. z reprodukcją karty tytułowej J. Łoś, Kraków 1911, BPP nr 62 (bez podania autora); fragmenty przedr. M. Piszczkowski: "Pisma J. Żabczyca", Lwów 1937, Archiwum Towarzystwa Naukowego Lwowa, dz. 1, t. 5, zeszyt 3, s. 76, (wierszyki humorystyczne, parodiujące przepowiednie krakowskich astrologów, przekład tzw. minucyj sowizrzalskich; części utworu przejął M. Trztyprztycki do Minucji nowych sowizrzałowych), przypisywany J. Żabczycowi utwór Lutnia Ojczyzny Polskiej jest utworem Jana Jurkowskiego.

### Utwory o autorstwie niepewnym
- Obiecadło dworskie albo żywot służałych, wyd. bezimienne przy: Polityka dworskie (edycja z brakującą kartą tytułową); wyd. wraz z Pieśniami o wyjeździe warszawskim, pt. Obiecadło dworskie albo żywot służałych i pieśni o wyjeździe warszawskim, brak miejsca i roku wydania; wyd. krytyczne jako ulotny druczek, brak miejsca wydania (około 1630) nieznanego autora, bez pieśni; K. Badecki "Polska satyra mieszczańska", Kraków 1950, BPP nr 91, (Badecki sugeruje istnienie osobnego druczku anonimowego, zaprzecza natomiast wyd. Obiecadła... przy Politykach...; hipotezę autorstwa J. Żabczyca postawił Estreicher XXXIV, 16.
- a) Lament carowej, Dymitra cara moskiewskiego małżonki..., 1606; rękopis: Biblioteka Narodowa; fragmenty ogł. M. Piszczkowski: "Pisma J. Żabczyca", Lwów 1937, Archiwum Towarzystwa Naukowego Lwowa, dz. 1, t. 5, zeszyt 3
- b) Lament o carowej, rękopis: Ossolineum nr 168, k. 388
- c) Lament pogromu moskiewskiego; Igrzysko fortuny; Przestroga dla carowej, rękopisy: Ossolineum
- Wiersze poświęcone Marynie Mniszchównie, autorstwo przypisał A. Brückner

Pełniejszą bibliografię podaje M. Piszczkowski "Pisma J. Żabczyca", Lwów 1937, Archiwum Towarzystwa Naukowego Lwowa, dz. 1, t. 5, zeszyt 3
O stylistyce i wersyfikacji Jana Żabczyca pisała Cecylia Galilej.